# Luis Borobio
Luis Borobio Navarro (Zaragoza, 19 de junio de 1924-Pamplona, 2 de enero de 2005) fue un arquitecto, catedrático de universidad, poeta y pintor español. Catedrático de Estética y Profesor Honorario de la Escuela Técnica Superior de Arquitectura de la Universidad de Navarra.

## Biografía
Nació en Zaragoza, en el seno de una familia de arquitectos. Su padre, Regino Borobio Ojeda fue uno de los arquitectos más interesantes de la nueva arquitectura en Aragón. Luis realizó los estudios de bachillerato en el Instituto Goya, de la capital aragonesa. Allí fue contemporáneo de destacados filólogos y lingüistas como Manuel Alvar ó Fernando Lázaro Carreter. Durante su juventud, se trasladó a Madrid, para estudiar en la Escuela Técnica Superior de Arquitectura. En la capital de España se alojó, junto con su hermano Patricio, en el Colegio Mayor Moncloa, donde conoció a Josemaría Escrivá de Balaguer. Solicitó la admisión en el Opus Dei en 1944. Ese año Borobio comenzó a dibujar las escenas del libro Santo Rosario, que publicó Josemaría Escrivá en 1945, en su 3ª edición.
Tras obtener el título de arquitecto (1951) se trasladó un año a Roma, donde amplió su formación artística. En 1953 se instaló en Colombia, donde obtuvo el doctorado, y permaneció quince años, realizando una intensa actividad intelectual, docente y artística. Impartió clase de Teoría e Historia de la Arquitectura en dos universidades colombianas: Universidad Nacional de Colombia (Bogotá) y Universidad Pontificia Bolivariana (Medellín).
En 1968 llegó a Pamplona, donde permaneció el resto de su vida, salvo tres años que impartió la docencia en la Universidad de Sevilla, donde había ganado un cátedra por oposición (1973). Ese año se incorporó al claustro de la Escuela de Arquitectura de la Universidad de Navarra.
Fue un maestro consumado en el arte de la caricatura.
Falleció el 2 de enero de 2005, a los ochenta años de edad, después de haber padecido durante años una osteoporosis, a la que se añadió una insuficiencia respiratoria y un progresivo debilitamiento de la función cardíaca.

## Publicaciones
Borobio compuso abundante poesía que permanece inédita. Aunque también publicó diversos libros de poemas y relatos breves, entre los que destacan:     
- Canciones del niño dormido, Rialp, Madrid, 1951, 86 pp.
- Mis dos amigos cuentistas, Bogotá,1966, 118 pp.
- Yo y Aníbal, Ediciones Internacionales Universitarias, Barcelona, 1990, 242 pp. Con prólogo de Luka Brajnovic, fue finalista del Premio Planeta (1989)

Sobre la teoría e interpretación del arte: 
- Hablando de arte, Universidad Pontificia Bolivariana, Medellín, 1965.
- El arte y sus tópicos, Pamplona, 1970
- El Arte como andadura, Secretariado de Publicaciones de la Universidad de Sevilla, 1976.
- El Arte expresión vital, EUNSA, Pamplona, 1988.
- Notas de Historia del Arte, Universidad de Navarra, Escuela Técnica Superior de Arquitectura, T6 ediciones, Pamplona, 1996.
- Historia sencilla del Arte, Rialp, Madrid 2002.

Sobre la arquitectura:
- Razón y Corazón de la Arquitectura, Eunsa, Pamplona 1971.
- El ángel de la Arquitectura, Eunsa, Pamplona, 1978.
- El ámbito del hombre, Eunsa, Pamplona, 1978.

Sobre el dibujo y la expresión gráfica arquitectónica: 
- Mi árbol, Eunsa, Pamplona 1970
- Aspectos didácticos de dibujo, Instituto de Ciencias de la Educación de la Universidad de Zaragoza, 1986.

## Premios
Recibió, entre otros, los siguientes premios por sus proyectos:
- Proyecto y construcción del Instituto Laboral Piloto del Norte de Santander (Colombia, 1955), en colaboración con el arquitecto Eduardo Mejía.
- Anteproyecto para el Instituto de Investigaciones Lingüísticas “Caro y Cuervo” (Bogotá, 1956)
- Concurso de anteproyectos para la construcción de la nueva Universidad Autónoma de Madrid (1969), al que se presentó en equipo con su padre Regino,[6] su tío José Borobio y su hermano Regino. El proyecto se realizó con diversas modificaciones que lo alejaron del esquema inicial.